# Cyphomyia marginata
Cyphomyia marginata är en tvåvingeart som beskrevs av Friedrich Hermann Loew 1866. Cyphomyia marginata ingår i släktet Cyphomyia och familjen vapenflugor. Inga underarter finns listade i Catalogue of Life.